# 第二代德威弗尔的劳合-乔治伯爵理查德·劳合·乔治
第二代德威福尔的劳合-乔治伯爵理查德·劳合·乔治（英語：Richard Lloyd George, 2nd Earl Lloyd-George of Dwyfor，1889年2月15日—1968年5月1日）是一名英国士兵和英国贵族，从1945年直至去世一直担任上议院议员。
理查德·劳合·乔治是自由党首相大卫·劳合·乔治与第一任妻子玛格丽特·欧文的儿子，曾就读于波特马多克学校和剑桥大学基督学院，并于1910年获得学士学位。在第一次世界大战期间，他被任命为皇家工程师并晋升为少校。他成为土木工程师学会的准会员，并在第二次世界大战期间再次在英国陆军服役。
1917年4月7日，劳合·乔治与第一代从男爵罗伯特·麦卡尔平爵士的女儿罗伯塔·麦卡尔平（1898-1966）结婚。他们育有两个孩子，瓦莱丽·戴维迪亚 (Valerie Davidia，1918-2000 年) 和欧文（1924-2010），后于1933年离婚。在1935年，劳合·乔治与他的第二任妻子威妮弗雷德·艾米丽·皮德尔（托马斯·W·皮德尔之女）结婚。他的女儿瓦莱丽也再婚，成为学术和广播主管戈伦韦·丹尼尔爵士的妻子。
在1945年1月1日，他的父亲被封为德威弗尔的劳合-乔治伯爵，他也获得了格温内德子爵的礼节性头衔。不到三个月后，即1945年3月26日，他的父亲因癌症去世，他继承了贵族爵位，成为第一位进入上议院的家族成员。
他为他的父母写了一本传记，分别为《劳合·乔治》和《玛格丽特夫人》。一位当代评论家将其描述为“一本非常无足轻重的书”，值得注意的是，这是第一本详细介绍大卫·劳合·乔治多产的女性风流的传记。

## 著作
- Lloyd George, Richard. . London: George Allen & Unwin Ltd. 1947.
- Lloyd George, Richard. . London: Frederick Muller Limited. 1960.